# Roger Assaf
Roger Assaf (en arabe : روجيه عساف) né au Liban en 1941 est un dramaturge, metteur en scène, réalisateur et acteur libanais. Il a participé en tant que metteur en scène ou acteur à 50 pièces de théâtre, et réalisé 5 longs-métrages. Il a reçu notamment le Lion d'Or à la Biennale de Venise en 2009 pour sa pièce de théâtre La Porte de Fatima, centrée sur le conflit israélo-libanais de 2006 ou « guerre de 33 jours ».
Il est considéré comme « la référence du théâtre arabe engagé socialement et politiquement »,. Son travail vise à créer un art théâtral en relation étroite avec l’imaginaire collectif, et qui soit « producteur de savoir, et non de pouvoir ».

## Biographie
Il est né d'un père libanais (Joseph Assaf) et d'une mère française (Rosette Brunas).
Il étudie à l'école des Frères à Furn el Chebbak, puis aux Frères Gemmayzé. Il étudie la médecine à l'Université Saint Joseph (USJ) pendant quatre ans mais abandonne ses études pour se consacrer au théâtre.
En 1963, il reçoit une bourse de l'ambassade de France au Liban pour étudier le théâtre à Strasbourg, où il reçoit une formation artistique.

## Carrière
En 1968, il co-fonde avec Nidal al Achkar l'Atelier d'art dramatique de Beyrouth (Muhtaraf Beirut lil Masrah,en arabe محترف بيروت للمسرح).
En 1979, il crée sa propre troupe de théâtre, Hakawati (nom qui signifie « conteur public » en arabe). Parmi les pièces jouées par la troupe figurent Hikayat 36, Les Jours de Khiyam, La Mémoire de Job (pièce d'Elias Khoury, traduite en français par Roger Assaf), Samar, Le Jardin Public.
En 1985, il réalise le film Maaraka (en arabe « معركة ») ;  la  troupe Hakawati retrace la formation de la résistance contre l’occupation israélienne du sud du Liban après 1982 de la part d'habitants chiites.
En 1999, il crée SHAMS,« première coopérative artistique du jeune théâtre et du cinéma libanais », qui cherche de nouvelles voies d'écriture artistique ; l'association propose des stages, un festival ainsi que d'autres manifestations culturelles.
En 1999, il met en scène la pièce Le Jardin de Sanayeh, qui prend pour point de départ un fait divers - un meurtre pendant la guerre du Liban en 1984, suivi de l'exécution de l'assassin dans le jardin public qui donne son titre à la pièce. L'oeuvre a été traduite en français et publiée aux éditions L’espace d’un instant.
En 2005, il crée le Centre Duwwar el Chams (en arabe دوار الشمس) pour encourager les jeunes à s'impliquer dans le théâtre.
En 2007, il publie une étude en arabe intitulée Dans le travail théâtral et politique au Liban (« في العمل المسرحي والسياسي في لبنان »).
Assaf a remporté de nombreux prix pour ses œuvres, dont le Lion d'or à la Biennale de Venise en 2008 pour sa pièce Porte de Fatima, centrée sur le conflit israélo-libanais de 2006, traduite en français et publiée aux éditions L’espace d’un instant.

## Vie privée
Assaf a épousé Marie-Claude Eddé. Après le divorce, il épousa Hanane el Hajj Ali, et eut avec elle quatre enfants, Zeinab, Ali, Mariam et Youssef. Né dans une famille chrétienne, il était actif dans la francophonie, était un militant marxiste et de gauche, un partisan de la cause palestinienne, et s'est finalement converti à l'islam en 1986.

## Distinction
Il est reçoit en 2009 une distinction de la France qui le nomme commandeur dans l'ordre des Arts et des Lettres.

## Ouvrages
- La Mise en théâtre ou les Masques de la ville, 1984[7]
- Le Théâtre dans l’Histoire, La Scène entre les Dieux et les Hommes, 2017[7]